# Nicolás Guillén
Nicolás Cristóbal Guillén Batista (Camagüey, 10 de julio de 1902-La Habana, 16 de julio de 1989) fue un poeta, periodista y activista político cubano. Como afrodescendiente, Guillén enmarcó su obra dentro del negrismo y los procesos de mestizaje y transculturación, mismos que denominó como el «color cubano». Ganador del Premio Nacional de Literatura de Cuba, es considerado el poeta nacional cubano.

## Infancia
Nicolás Guillén fue hijo del periodista y exsenador Nicolás Guillén Urra y de su esposa Argelia Batista Arrieta. El padre murió en 1917 durante la Guerra de La Chambelona a manos de soldados del gobierno de Menocal que reprimían esa revuelta política, y eso supuso la ruina económica de la familia.
La madre se encargó de la formación de sus hijos y del hogar. El recuerdo del padre fue conservado siempre por el hijo, quien, muchos años después, en la década de los 50, lo evocaría intensamente en su Elegía camagüeyana. Por lo demás, su familia tenía un elevado nivel cultural y social. Guillén terminó sus estudios de bachillerato alrededor de 1919. En 1920, comenzó a publicar versos y a colaborar en revistas como Camagüey y Gráfico, en su ciudad natal, y en Orto, de Manzanillo. En 1922 conformó un volumen de poesía, Cerebro y corazón, marcado por la estética del modernismo, que solo publicaría medio siglo más tarde en sus Obras completas. Ese mismo año de la publicación de Cerebro y corazón, comenzó a estudiar Derecho en la Universidad de La Habana, cuyas aulas abandonó en seguida, y expresó su desencanto en el poema Al margen de mis libros de estudio. De regreso a Camagüey, Guillén organizó y dirigió la revista Lys, que tuvo muy poca duración. En Camagüey se desempeñó en diversos oficios, entre ellos el de corrector de pruebas del periódico El Camagüeyano, y luego el de redactor de mesa en ese mismo diario. Allí estuvo a cargo de la sección Pisto manchego, que mezclaba temas de actualidad nacional o mundial con el anuncio de productos comerciales. También fue empleado del Ayuntamiento de Camagüey.

## Producción poética
En 1926, regresó a La Habana en busca de un cambio de vida. A través de algunas amistades, obtuvo un trabajo en la Secretaría de Gobernación. Decidió en esa época instalarse en la capital cubana. Allí se intensificaron sus intereses literarios e intelectuales, y conoció a Federico García Lorca, que había sido invitado por Fernando Ortiz a pronunciar unas conferencias. En esa época, conoció Guillén en La Habana al gran poeta negro estadounidense Langston Hughes, cuya amistad y cuya influencia le serían sumamente importantes. En abril de 1930, Guillén escribió sus Motivos de son, que, al publicarse en el Diario de la Marina, lanzarían al poeta novel a una especie de celebridad polémica, pero de amplia resonancia popular; la musicalización sucesiva de estos poemas por diferentes compositores, entre ellos Alejandro García Caturla y los Grenet, subrayó más aún la enorme acogida popular de los textos. En otro sentido, la publicación de Motivos de son anudó su permanente amistad con otro poeta, también camagüeyano: Emilio Ballagas.
En 1931, publicó, gracias a haber ganado un premio de lotería, Sóngoro cosongo; poemas mulatos, un libro de mayor estatura artística y de vocación reflexiva sobre la cultura cubana. En 1932, Guillén recibió una carta admirativa de Miguel de Unamuno: es la confirmación de su vocación poética. Entre 1931 y 1934, Guillén fue madurando gradualmente su modo de ver y analizar la realidad cubana e incluso caribeña. En 1934 se produjo en Cuba el golpe militar del jefe del ejército: el coronel Fulgencio Batista Zaldívar. La situación política y económica del país era convulsa y estaba sujeta a la política de ya intervención de los Estados Unidos. En ese año, su nuevo poemario, West Indies, Ltd., daba cuenta de su crecimiento intelectual, que lo orientaba hacia posiciones cada vez más críticas con el desequilibrio social y económico de su país. En 1936, Guillén se incorporó al grupo de redacción de la revista Mediodía, en la cual el poeta llegó a tener una influencia marcada, y en la que colaboraban intelectuales de importancia, como Carlos Rafael Rodríguez.
Vinculado a otra importante figura cultural y política del momento, Juan Marinello, Guillén viajó a México el 19 de enero de 1937 para participar en el congreso organizado por la Liga de Escritores y Artistas Revolucionarios. Su estancia en ese país le causa honda impresión, y le da la ocasión de entablar relaciones con artistas como Silvestre Revueltas, José Mancisidor, Diego Rivera y Alfaro Siqueiros, entre otros. En esa época, Guillén publicó un poemario de fuerte entonación popular: Cantos para soldados y sones para turistas, con prólogo de Juan Marinello. También publicó en México su poema España. Poema en cuatro angustias y una esperanza.

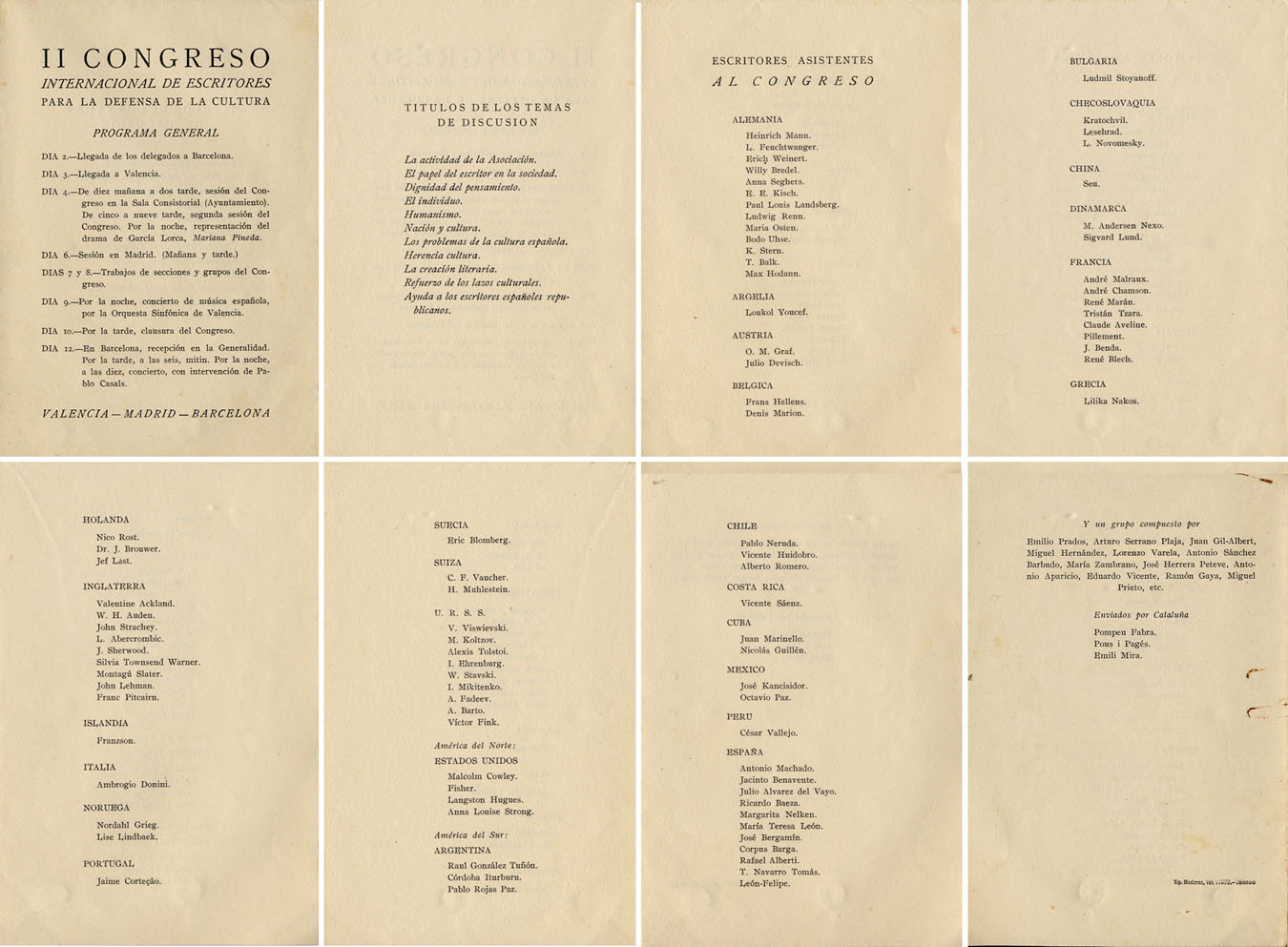
II Congreso Internacional de Escritores para la Defensa de la Cultura

Viajó a España en 1937 para participar en el II Congreso Internacional de Escritores para la Defensa de la Cultura, en Barcelona, Valencia y Madrid. En ese país, en plena guerra civil, tuvo relación con lo más destacado de la intelectualidad española, y allí Manuel Altolaguirre le editó el libro España. Poema en cuatro angustias y una esperanza. Tuvo trato En España con Antonio Machado, Miguel Hernández, Pablo Neruda, Iliá Erenburg, Rafael Alberti, César Vallejo, León Felipe, Juan Chabás, Octavio Paz, Tristán Tzara, Anna Seghers, y reanudó el que tenía con Ernest Hemingway, a quien había conocido en Cuba. Conmovido por cuanto vio y por cuanto vivió en la España de la guerra civil, Guillén ingresó en el Partido Comunista, en el cual militó hasta su muerte.
De vuelta a su patria, acompañado por León Felipe, su situación no fue fácil, entre otras razones porque «el Partido Comunista se hallaba en plena ilegalidad» y por la inestabilidad económica y política del país. En 1940, Guillén se presenta, sin éxito, como candidato a las elecciones para alcalde de la ciudad de Camagüey, por el partido Unión Revolucionaria Comunista. Desde 1939 hasta 1941, el poeta tuvo que consagrar buena parte de su tiempo a una intensa labor política y cultural, en el equipamiento del periódico Hoy, así como en tareas del Frente Nacional Antifascista, del cual era dirigente.

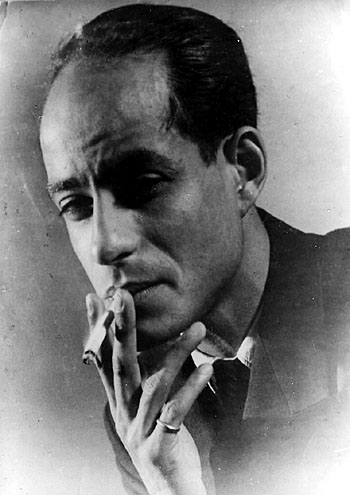
Jacques Roumain (1907-1944), en una foto de 1942, el mismo año en que viajó a Haití invitado por él el poeta Nicolás Guillén

En 1942, el poeta Jacques Roumain, director del Instituto de Etnología de Haití, invitó a Guillén a ese país, al cual viajaría el poeta como enviado cultural del gobierno cubano, como delegado del Frente Nacional Antifascista y como redactor del periódico Hoy. En marzo de 1944, Guillén fundó con José Antonio Portuondo, Mirta Aguirre y Ángel Augier la revista cultural Gaceta del Caribe, la cual, a pesar de su indudable estatura literaria y cultural, apenas alcanzaría a sobrevivir hasta los dos últimos meses del año. El 19 de noviembre de 1945, Guillén emprendió por América del Sur una gira que habría de ser fundamental en su proyección continental y en el desarrollo posterior de la perspectiva americanista de su obra. Visitó Venezuela, Colombia, Perú, Chile, Argentina, Uruguay y Brasil. En todos esos países tuvo intercambios con lo más destacado de los artistas e intelectuales, y ahondó en su visión de América. En 1947, publicó en Buenos Aires El son entero.
En 1951, publicó su Elegía a Jesús Menéndez, en homenaje al dirigente obrero cubano, con quien había mantenido amistad y colaboración. Ese año, Guillén participó en el Consejo Mundial por la Paz, en Praga y en Viena. Al año siguiente, viajó a la Unión Soviética, a la República Popular China y a Mongolia. En Cuba escribió sus Coplas de Juan Descalzo y publicó su Elegía cubana. La situación política cubana, cada vez más difícil después del golpe de Estado de Fulgencio Batista, se había hecho insostenible para él. En 1954 asistió en Estocolmo al Congreso de la Paz, y recibió el Premio Lenin de la Paz. En 1956, viajó a París, Bucarest, Varsovia, Budapest, Praga y Bruselas. La situación política de Cuba lo había convertido en un exiliado que en su patria habría sido condenado a prisión por la dictadura. En 1958, Guillén vivía en París; en 1959, el triunfo de la Revolución Cubana lo sorprendió en Buenos Aires, donde hacía poco que se había publicado La paloma de vuelo popular. De inmediato, regresó a Cuba.
En 1961, se celebró en La Habana el Congreso en el que se fundó la Unión de Escritores y Artistas de Cuba (UNEAC), de la que Guillén resultó elegido presidente, cargo que ocuparía hasta su muerte. El poeta mantuvo su activa militancia en el Partido Comunista de Cuba. Como presidente de la UNEAC, tuvo una participación directa y sistemática en toda la vida artística y cultural de Cuba. En 1962, publicó Prosa de prisa, recopilación de textos periodísticos, crónicas, comentarios y otros escritos. En 1967, publicó El gran zoológico; y en 1969, Cuatro canciones para el Che. En 1972 aparecieron La rueda dentada y El diario que a diario. Ese mismo año se le concedió en Roma el Premio Viareggio.

## Recepción crítica
En términos generales, la lectura crítica de los textos del escritor cubano se centra en dos polos fundamentales: el primero es el que se refiere a su conquista indiscutible de modalidades de expresión que reflejan lo afrocubano y, en sentido más general, lo popular cubano. El segundo se atiene al profundo carácter sociopolíticamente comprometido de su obra.
La crítica a la obra guilleniana en el período de 1930 hasta 1958 estuvo marcada por análisis de distinta índole que iban relacionándose con los diversos caminos que tomaban las producciones poéticas del escritor. Los trabajos de María Luisa Antuña y Josefina García Carranza valoraban los estrechos vínculos del poeta con el son, el ritmo y la concepción incipiente de una poesía «negra» o «afrocubana», así como el parentesco estético entre el poeta y otros escritores cubanos y extranjeros como Emilio Ballagas y Jacques Roumain. Durante los años 40 los análisis resultaron recurrentes en lo referido a los posibles enlaces entre el poeta y el son, la preocupación por reflejar los dilemas raciales y sociales del cubano, la presencia de la cultura «afro» para conformar la nación cubana, la relación entre el poeta y el continente latinoamericano, y la insistencia en lo marginal. Un elemento que llama la atención en esta etapa es el inicio de una crítica que reconoce a Guillén como un poeta militante. La raíz cubana y española de la obra de Guillén, el elemento «afro» en su poética, los vínculos entre su figura y España, el poeta como representante de una labor artística realizada especialmente en representación del pueblo, y su militancia política son algunos de los temas trabajados por la crítica cubana y extranjera en los años 50.
Los años sesenta y setenta, tiempos de crisis de los valores tradicionales y gran efervescencia política y social mundial, corresponden a un punto culminante en la crítica de Guillén, quien fue reeditado, antologado, traducido y comentado a la luz de nuevas categorías críticas como «raza», «clase», «identidad», «nación», entre otras. Se incluyó a Guillén dentro del canon de la literatura cubana y se reconoció su papel activo en la construcción de una nación independiente.
Después de la década de los 90, en la cual apenas se estudió la obra del autor, el siglo XXI retomó la figura de Guillén y celebró el centenario de su natalicio. Los temas que desarrolla la crítica de este periodo son casi los mismos del siglo pasado, pero con perspectivas teóricas como la lingüística y los estudios culturales. Además aparecieron algunos estudios sobre el trabajo periodístico del camagüeyano. Algunos de los críticos antillanos que se ocupan de la obra del autor son Nancy Morejón, Keith Ellis y Alfred Melón, por otro lado, en Norteamérica, cabe mencionar a Marta Cobb, Lorna Williams y Vera Kutzinsky.

## Obras poéticas
- Negro Bembón
- Palma Sola
- Poemas de transición (1927)
- Cerebro y corazón (1928)
- Motivos de son (1930)
- Sóngoro cosongo (1931)
- Poemas mulatos (1931)
- West Indies, Ltd. (1934)
- Portugal (1937)
- España: Poema en cuatro angustias y una esperanza (1937)
- Cantos para soldados y sones para turistas (1937)
- El son entero (1947)
- Elegías (1948)
- El soldado Miguel Paz y el sargento José Inés
- Las coplas de Juan Descalzo (1951)
- La paloma de vuelo popular (1958)
- ¿Puedes? (1960)
- Tengo (1964)
- Poemas de amor (1964)
- Antología mayor (1964)
- En algún sitio de la primavera (1966)
- El gran zoológico (1967)
- Cuatro canciones para el Che (1969)
- La rueda dentada (1972)
- El diario que a diario (1972)
- Por el mar de las Antillas anda un barco de papel. Poemas para niños y mayores de edad (1977-1978)
- Nueva antología mayor (1979)
- Sol de domingo
- Hay que tener voluntad
- Balada de los dos abuelos
- El Principito Boliviano
- La Muralla
- Libre estoy, vine de lejos, soy un negro (2019)
- Bares

### Discografía
- Antología Oral: Poesía Hispanoamericana del Siglo XX (Folkways Records, 1960)
- El son entero (editado en Uruguay. Antar-Telefunken PLP 5038. 1963)
- Nicolás Guillén: Poet Laureate of Revolutionary Cuba (Folkways, 1982)
- Bares

## Premios literarios
- Premio Lenin de la Paz entre los Pueblos, 1954
- Premio Viareggio, 1951
- Premio Jrísto Botev de la República de Bulgaria, 1940
- XV aniversario del Consejo Nacional de Cultura, 1982
- Premio Nacional de Literatura en Cuba, 1983
- Premio internacional de Poesía Asan, 1938

## Tributos
- En 1972, la cantante chilena Marta Contreras, con el Grupo Manguaré, de Cuba, que viajó ese año a Chile, publicaron el álbum Música para Guillén, a partir de varios poemas del autor.[14]

- En 1975, el cantautor cubano Pablo Milanés publicó el álbum Pablo Milanés canta a Nicolás Guillén basándose en once poemas.[15]

- El grupo chileno Quilapayún grabó la musicalización del poema de Guillén La muralla, que también fue grabado por los españoles Ana Belén y Víctor Manuel, el conjunto puertorriqueño Nueva Trova Haciendo Punto en Otro Son, y durante el espectáculo 100 años 1.000 sueños, en homenaje a Salvador Allende.[16]

- En su cumpleaños 120, en su ciudad natal Camagüey, se inauguró una estatua de tamaño natural en la plaza de los Trabajadores. La obra la realizó la escultora Martha Jiménez en la Fundación Caguayo en Santiago de Cuba. La pieza representa a un caminante, a tamaño natural, en correspondencia con el gusto manifiesto del protagonista por recorrer la urbe, tal como enfatiza desde "Mis queridas calles camagüeyanas", título de un poema y de crónica periodística.[17]